# Orgue de Santa Maria del Camí

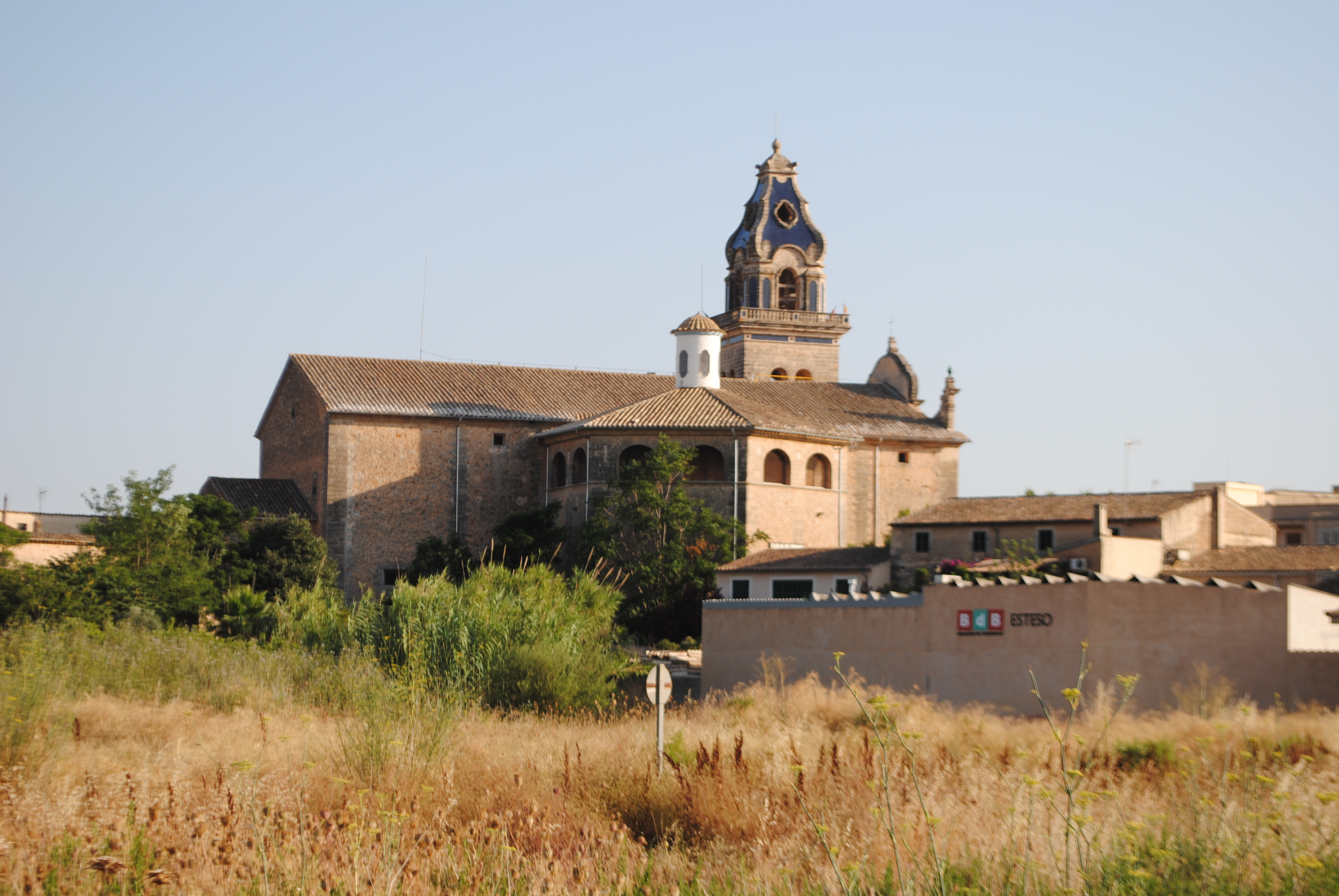
Esglesia Parroquial de Santa Maria del Camí

L'orgue de Santa Maria del Camí (Mallorca) el podem trobar al carrer de la Soledat, 3. Aquesta església va ser construïda al segle xiii.

## Història
L'any 1693, Damià i Sebastià Caymari, va vendre l'orgue vell a la Parròquia de Santa Maria per 70 lliures. Aquest orgue havia estat construït per Gaspar Roig a 1554. Dia 24 de juliol de 1699 Mateu Canyelles va ser escollit com a l'organista de la parròquia. Uns anys després, el dia 18 de maig del 1737 es va firmar un contracte entre la Universitat d'aquesta Vila, presidida pel batle Antoni Pau Cantallops i per iniciativa dels honorables jurats i del mestre Lluís Navarro, per ordenar la fabricació d'un orgue nou. L'orgue vell fou donat a l'església sufragània de Santa Eugènia. L'any 1755, Joan Far i Vallori va ser l'organista successor amb l'edat de vint-i-sis anys.
A finals dels anys seixanta el Sr. Josep Fullana i el seminarista santamarier Sr. Nadal Tries varen fer un intent de reformar i modernitzar-lo. En aquesta reforma se l'introduïa a l'orgue un motor ventilador i se substituïa el teclat original per un de piano, canviant-ne la ubicació. No es va arribar a muntar mai tots els tubs, i quedant els seus elements dispersos, part al lloc de les manxes i part al cor.
L'any 1995 es va iniciar la restauració a càrrec de l'orguener Pere Reynés. L'orgue començà a sonar el dia de Pasqua de l'any següent. La inauguració es va dur a terme el dia 20 de setembre de 1998.
A la darrera capella de la dreta i de l'esquerra s'hi guarden respectivament les piuturcs de Santa Caterina, màrtir i sant Joan Evangelista de Josep Martorell que abans estaven a l'orgue.
Les teles que en altre temps cobriren els canons de l'orgue i ara estan a capelles diverses, una major de santa Cecília i dues menors de Santa Caterina i St. Joan Evangelista són de Martorell i de St. Joan Baptista de la capella de la font del baptisme que es feu el mateix temps.

## Situació i estat actual
L'orgue està situat sobre el portal lateral, a la dreta de l'església. L'orgue es troba en bon estat i es fa servir habitualment.

## Descripció de la consola
Té un teclat folrat d'os amb incrustacions que la darrera restauració ha recuperat després de trenta anys d'haver substituït per un de piano. La seva extensió és de 45 notes amb la primera octava curta i partició c'/cs'.
El Pedal consta de 7 notes (C-B) amb secretet propi que fan cantar un joc permanent de Contres de fusta de 8' i una altra de Contres de llengua de 8' amb tirador.
| mà esquerra            | mà dreta               |
| ---------------------- | ---------------------- |
| Flautat                | Flautat                |
| Octava                 | Octava                 |
| Dotzena i Quinzena     | Dotzena i Quinzena     |
| Dinovena i Vintidosena | Dinovena i Vintidozena |
| Cimbalet               | Cimbalet               |
| Tapadet                | Tapadet                |
| Nazards                | Corneta                |
| Baixons                | Clarins                |
| Trèmolo                | Contrabaixó            |

## Secret
Segueix l'ordre cromàtic.
- El 1r joc començant per la part de la cara són Baixons 4'/Clarins 8' que tenen la seva tapa a la testa del salmer. Els seus tubs canten sobre un bloc de fusta i van col·locats a la façana seguint el mateix ordre del secret.
- El 2n joc és el Flautat 8': Els quatre primers tubs (C-F) són de fusta oberts i estan col·locats al costat del secret. Els 17 següents (G-c') van posats simètricament al centre de la façana en forma de "V" segons el costum dels orgueners Caymari. A la mà dreta consta de dos tubs per tecla per obtenir més nivell sonor i perquè no es noti el pas de la cara a l'interior.
- El 3r joc és l'Octava. Els vuit primers tubs (C-H) eren de fusta i a la darrera restauració foren substituïts per tubs de metall.
- El 4t joc és la Dotzena 2 2/3' i Quinzena 2' que seguint l'escola antiga surten amb un sol tirador. La restauració va tenir cura d'harmonitzar la quinta a un nivell més reduït.
- El 5è joc és la Dinovena 1 1/3' i Vintidosena 1' a dos tubs per teclat a mà esquerra i tres a mà dreta, repetint a cada octava.
- El 6è joc és el Cimbalet a tres canons per tecla. Aquest joc va desaparèixer l'any 1860 substituït per una veu humana 8' només de mà dreta de la qual ja en mancaven bastants tubs. El joc original ha estat reconstruït de nou segons les poques mostres que en quedaven. Entra amb 4/5'+2/3'+1/2' i reitera a les notes G, c, g, cs' i cs" conservant sempre la tèrcia.
- El 7è joc és el Tapadet 4': Els seus tubs són de fusta excepte els quatre últims i tenen un sò molt dolç.
- El 8è joc a mà esquerra són els Nazarts 2 2/3' + 2'+2'+1 3/5. Els tubs del primer rengle són de fusta i tapats a la primera octava. A la segona són de metall tapats els sis primers (C-F) i la resta oberts. El tercer rengle són oberts i de talla ampla. A mà dreta hi ha Corneta a 5 tubs per tecla 2 2/3' + 2'+2'+1 3/5+1 3/5. Tots els tubs són de talla nazarda.[3]

## Dades tècniques
La reforma inacabada de 1966 va ser un intent de modernitzar l'instrument suprimint l'octava curta al manual i al pedal. El secret va ser canviat del lloc original i tancat dins una caixa expressiva. El teclat es va entrar cap a davall el secret per guanyar espai pel pedaler. Només es varen muntar els quatre primers jocs. Venturosament la resta dels tubs i els altres elements no es varen perdre, fet que possibilità la reforma de l'any 1995, fidel a l'instrument primigeni. Per tant, la tonalitat dels tubs d'aquest orgue són originals, excepte el Cimbaler esmentat.